# Рас-Седр
Рас-Седр (араб. راس سدر‎; копт. Ⲣⲁⲥ ⲥⲉⲇⲣ) — місто на узбережжі Червоного моря та Суецької затоки в Єгипті. Місто входить до губернаторства Південний Синай.

## Географія
Рас-Седр розташований на відстані 200 км від Каїру та близько 60 км від тунелю Ахмед Хамді. 
Місто та його околиці заселені переважно синайськими бедуїнами. У місті є також військова злітно-посадкова смуга. 

## Атракції
Рас-Седр має 95 км морського узбережжя. Відпочивальникам пропонуються плавання та морські види спорту. Завдяки мілководним пляжам та постійному вітру Рас-Седр є одним з найкращих курортів для кайтсерфінгу. Район також приваблює спостерігачів за птахами, оскільки туристи можуть побачити різні види відлітних птахів. 

## Клімат
За класифікацією Кеппена Рас-Седр має спекотний аридний клімат (BSh).  
| Кліматичні дані затоки Рас-Седр        | Кліматичні дані затоки Рас-Седр | Кліматичні дані затоки Рас-Седр | Кліматичні дані затоки Рас-Седр | Кліматичні дані затоки Рас-Седр | Кліматичні дані затоки Рас-Седр | Кліматичні дані затоки Рас-Седр | Кліматичні дані затоки Рас-Седр | Кліматичні дані затоки Рас-Седр | Кліматичні дані затоки Рас-Седр | Кліматичні дані затоки Рас-Седр | Кліматичні дані затоки Рас-Седр | Кліматичні дані затоки Рас-Седр | Кліматичні дані затоки Рас-Седр |
| Місяць                                 | Січень                          | Лютий                           | Березень                        | Квітень                         | Травень                         | Червень                         | Липень                          | Серпень                         | Вересень                        | Жовтень                         | Листопад                        | Грудень                         | Середня за рік                  |
| -------------------------------------- | ------------------------------- | ------------------------------- | ------------------------------- | ------------------------------- | ------------------------------- | ------------------------------- | ------------------------------- | ------------------------------- | ------------------------------- | ------------------------------- | ------------------------------- | ------------------------------- | ------------------------------- |
| Рекордно висока температура, °C (°F)   | 26.0 (78.8)                     | 30.6 (87.1)                     | 36.5 (97.7)                     | 37.0 (98.6)                     | 43.2 (109.8)                    | 42.3 (108.1)                    | 43.3 (109.9)                    | 42.3 (108.1)                    | 41.0 (105.8)                    | 37.6 (99.7)                     | 31.5 (88.7)                     | 27.0 (80.6)                     | 43.3 (109.9)                    |
| Середньовисока температура, °C (°F)    | 18.9 (66.0)                     | 20.5 (68.9)                     | 22.8 (73.0)                     | 27.3 (81.1)                     | 31.2 (88.2)                     | 34.0 (93.2)                     | 35.1 (95.2)                     | 34.8 (94.6)                     | 32.2 (90.0)                     | 28.9 (84.0)                     | 24.3 (75.7)                     | 20.4 (68.7)                     | 27.5 (81.5)                     |
| Середньодобова температура, °C (°F)    | 13.6 (56.5)                     | 14.9 (58.8)                     | 16.8 (62.2)                     | 20.8 (69.4)                     | 24.0 (75.2)                     | 26.8 (80.2)                     | 28.3 (82.9)                     | 28.3 (82.9)                     | 26.3 (79.3)                     | 23.1 (73.6)                     | 18.4 (65.1)                     | 15.0 (59.0)                     | 21.4 (70.5)                     |
| Середньонизька температура, °C (°F)    | 8.1 (46.6)                      | 9.0 (48.2)                      | 10.6 (51.1)                     | 14.1 (57.4)                     | 17.2 (63.0)                     | 19.9 (67.8)                     | 21.7 (71.1)                     | 22.0 (71.6)                     | 20.0 (68.0)                     | 17.4 (63.3)                     | 13.0 (55.4)                     | 9.6 (49.3)                      | 15.2 (59.4)                     |
| Рекордно низька температура, °C (°F)   | 2.8 (37.0)                      | 0.0 (32.0)                      | 4.6 (40.3)                      | 6.9 (44.4)                      | 10.8 (51.4)                     | 14.0 (57.2)                     | 17.6 (63.7)                     | 18.8 (65.8)                     | 15.4 (59.7)                     | 11.5 (52.7)                     | 9.3 (48.7)                      | 3.8 (38.8)                      | 0.0 (32.0)                      |
| Середня кількість опадів, мм (дюйм)    | 4 (0.2)                         | 2 (0.1)                         | 3 (0.1)                         | 2 (0.1)                         | 0 (0)                           | 0 (0)                           | 0 (0)                           | 0 (0)                           | 0 (0)                           | 0 (0)                           | 1 (0.0)                         | 3 (0.1)                         | 15 (0.6)                        |
| В середньому опадів за добу (≥ 1.0 мм) | 0.1                             | 0.1                             | 0.1                             | 0                               | 0                               | 0                               | 0                               | 0                               | 0                               | 0                               | 0                               | 0.1                             | 0.4                             |
| Середня відносна вологість повітря (%) | 60                              | 57                              | 57                              | 53                              | 51                              | 53                              | 54                              | 58                              | 60                              | 62                              | 61                              | 60                              | 57.2                            |

## Галерея

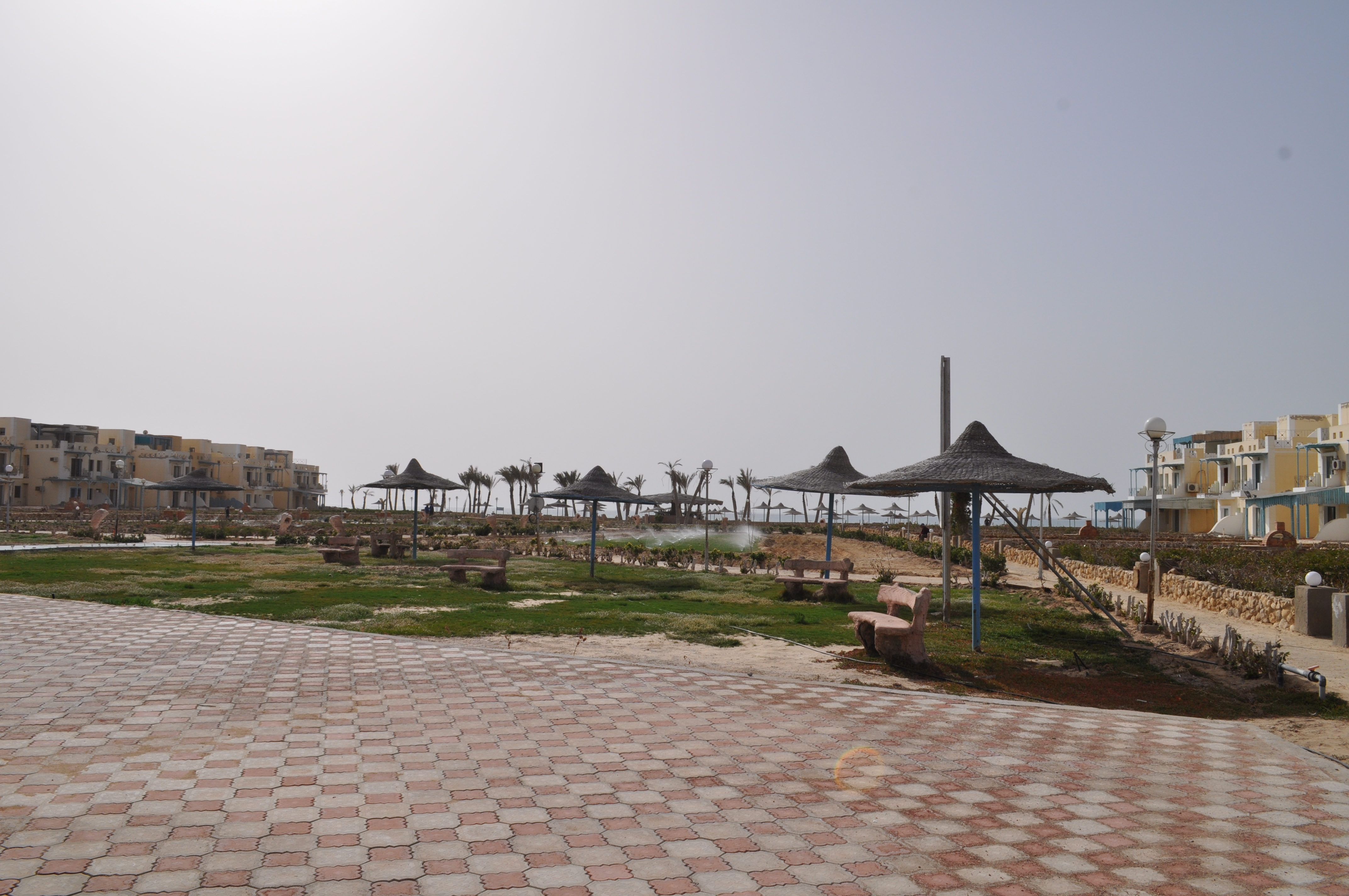
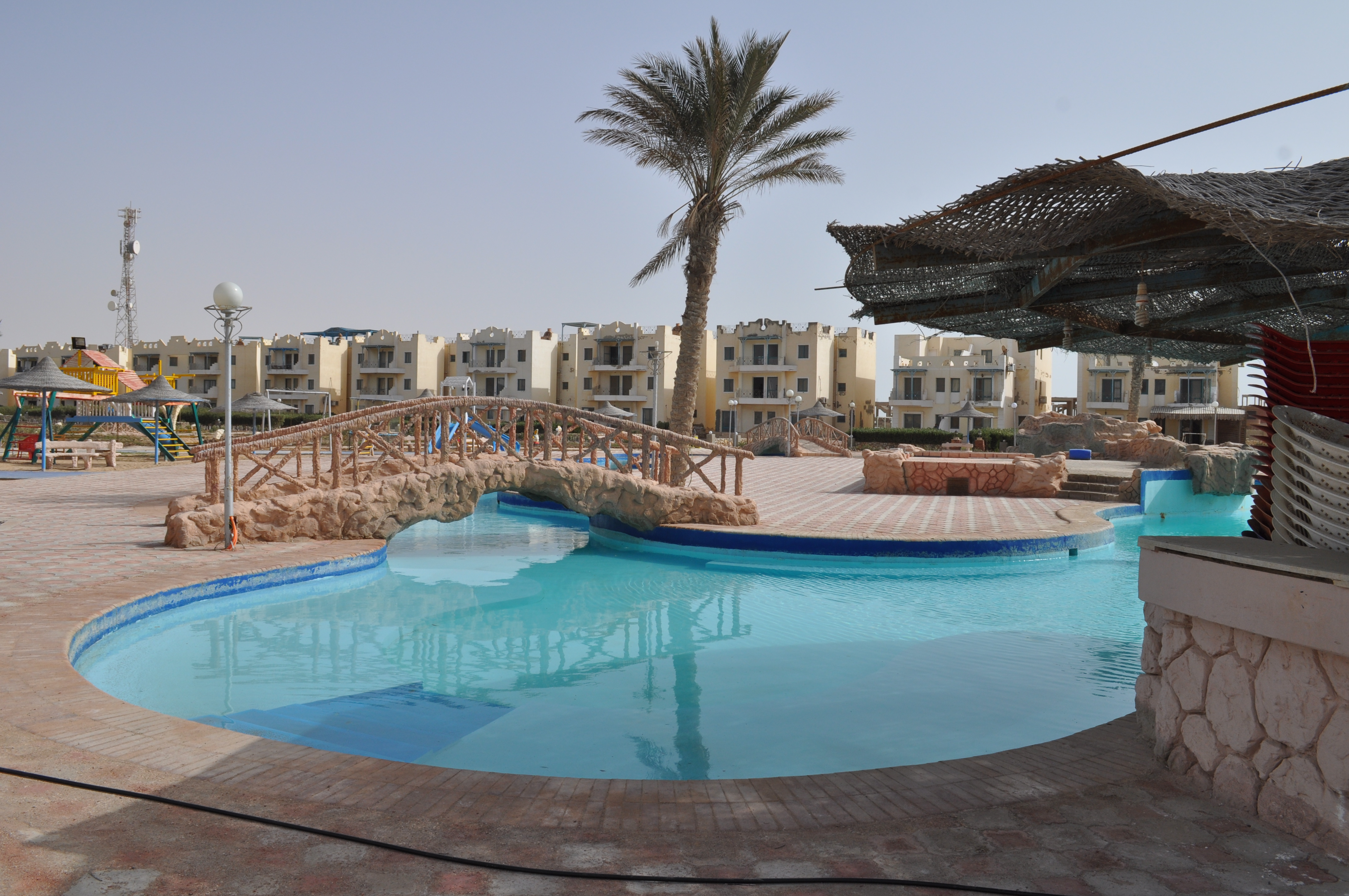
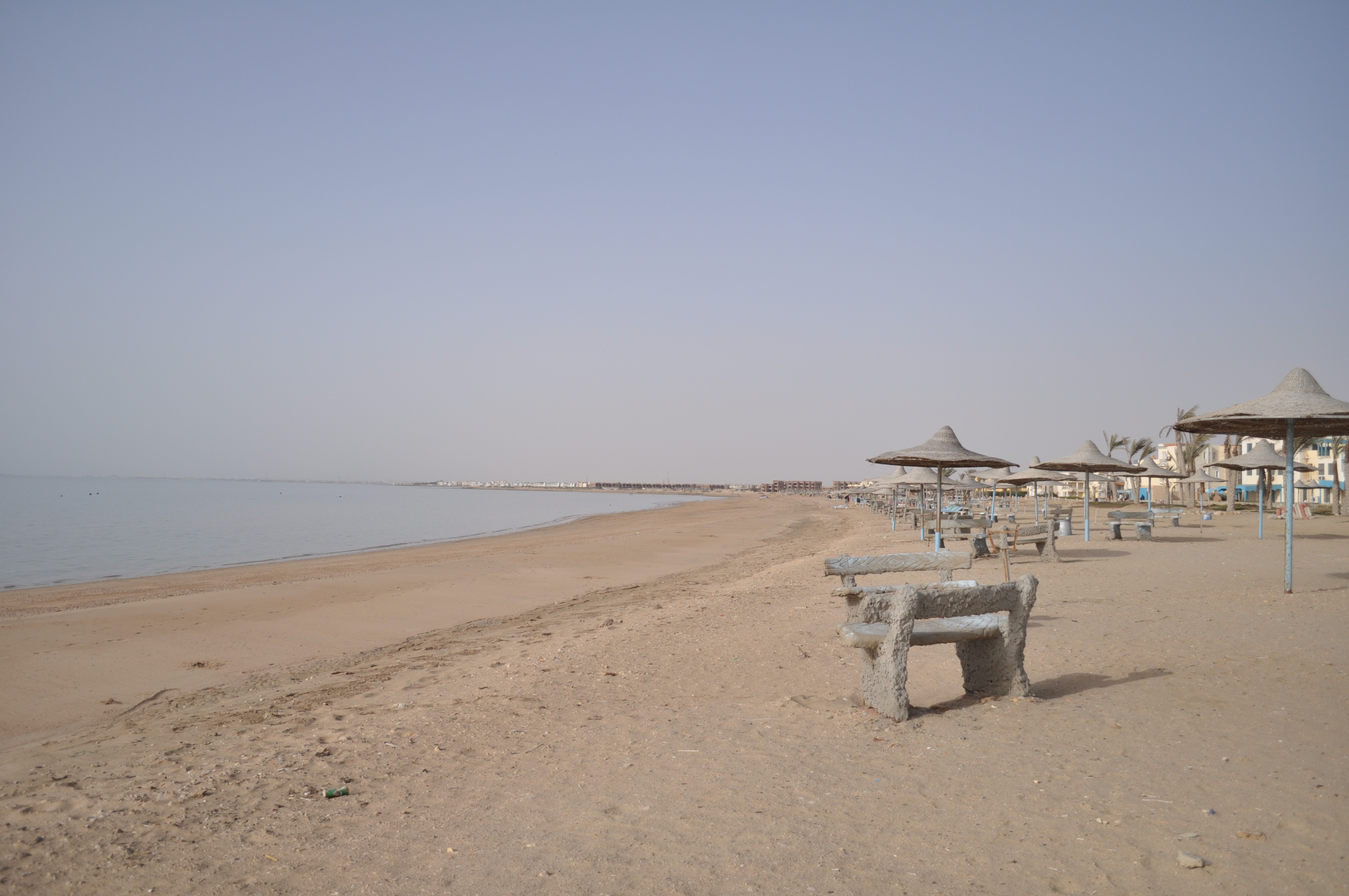